# Bauler (Eifel-Bitburg-Prüm)
 (novembre 2024).
Si vous disposez d'ouvrages ou d'articles de référence ou si vous connaissez des sites web de qualité traitant du thème abordé ici, merci de compléter l'article en donnant les références utiles à sa vérifiabilité et en les liant à la section « Notes et références ».
Pour les articles homonymes, voir Bauler.
Bauler est une municipalité allemande située dans le Land de Rhénanie-Palatinat et l'arrondissement d'Eifel-Bitburg-Prüm.

## Géographie
La commune est bordée au sud par la frontière luxembourgeoise qui la sépare de la commune de Vianden. Le cours de l’Our ne fait plus office de frontière à cet endroit.